# Nataldvärgbarbett
Nataldvärgbarbett (Pogoniulus pusillus) är en fågel i familjen afrikanska barbetter inom ordningen hackspettartade fåglar.

## Kännetecken

### Utseende
Nataldvärgbarbett är en liten fågel med en kroppslängd på endast 9-10,5 cm. Den är knubbig med kort hals, stort huvud och kort stjärt. Adulta fågeln har svart ovansida kraftigt streckad i gult och vitt, samt en guldfärgad vingfläck. Huvudet är pregnant tecknat i svart och vitt med en röd fläck på pannan. På undersidan och övergumpen är den citrongul. Könen är lika, men ungfåglarna saknar den röda pannfläcken. 
Arten skiljer sig från närbesläktade och liknande nordligare arten gulpannad dvärgbarbett (Pogoniulus chrysoconus) genom generellt mörkare fjäderdräkt, den guldgula vingfläcken och färgen på pannfläcken. Den förväxlas ofta med rödpannad barbett (Tricholaema diademata), men denna är bra mycket större, har brett gult ögonbrynsstreck, kraftigare näbb och saknar svart mustasch.

### Läte
Nataldvärgbarbetten låter höra ett snabbt och taktfast "tink-tink-tink..." som upprepas ungefär 100 gånger per minut. På engelska kallas dvärgbarbetterna för just "tinkerbirds".

## Utbredning och systematik
Nataldvärgbarbett förekommer från södra Moçambique till östra Sydafrika. Tidigare inkluderades rödpannad dvärgbarbett (P. uropygialis) i arten, men denna urskiljs som egen art baserat på skillnader i genetik och mindre fenotypiska skillnader. I samband med uppdelningen överfördes det svenska trivialnamnet rödpannad dvärgbarbett från pusillus till uropygialis, medan pusillus i begränsad mening fick namnet nataldvärgbarbett. Längre tillbaka behandlades också rödpannad och gulpannad dvärgbarbetten som en och samma art.

### Levnadssätt
Nataldvärgbarbett är associerad med enskog och enbuskmarker upp till 2200 meters höjd. Den lever av frukter och bär, framför allt mistel, men tar också insekter.  Fågeln häckar i ett trädhål och lägger två till tre ägg. Till skillnad från många andra större barbetter håller sig dvärgbarbetterna gömda i lövverket och hörs oftare än de ses.

## Status och hot
IUCN kategoriserar arten som livskraftig, men inkluderar både nataldvärgbarbetten och rödpannad dvärgbarbett i bedömningen. Arten har ett stort utbredningsområde och en stor population med stabil utveckling och tros inte vara utsatt för något substantiellt hot. Världspopulationen av de båda har inte uppskattats men den beskrivs som vanlig i större delen av utbredningsområdet.